# Hans Dragendorff

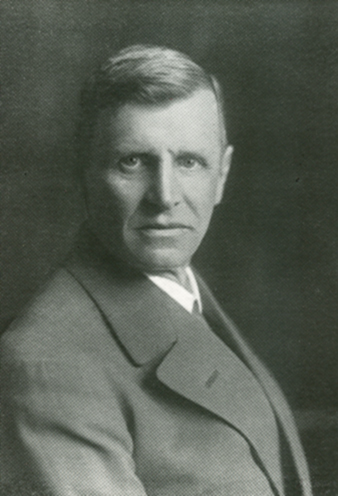
Bild aus dem Archiv des DAI

Hans Dragendorff (* 15. Oktober 1870 in Dorpat (Tartu, heute Estland); † 29. Januar 1941 in Freiburg im Breisgau) war Klassischer und Provinzialrömischer Archäologe.

## Leben
Hans Dragendorff war Sohn des Pharmazeuten Georg Dragendorff, der Archivar Ernst Dragendorff war sein älterer und der Anatom Otto Dragendorff sein jüngerer Bruder. Er studierte an der Kaiserlichen Universität Dorpat sowie in Berlin und schließlich in Bonn bei Georg Loeschcke, wo er 1894 mit einer Dissertation zur Terra Sigillata („De vasculis Romanorum rubris capita selecta“) promoviert wurde. Diese Arbeit wurde 1895 in deutscher Fassung in den Bonner Jahrbüchern gedruckt und ist bis heute maßgeblich für die Benennung und Klassifikation römischer Terra Sigillata.
Dragendorff wurde, nachdem er 1896 das Reisestipendium des Deutschen Archäologischen Instituts erhalten hatte, im Jahr 1898 Extraordinarius für Klassische Archäologie in Basel. Das Deutsche Archäologische Institut ernannte ihn 1901 zum ordentlichen Mitglied. 1902 wurde er Direktor der Römisch-Germanischen Kommission in Frankfurt. 1911 bis 1922 war er Generalsekretär des Deutschen Archäologischen Instituts in Berlin. Die Preußischen Akademie der Wissenschaften wählte ihn am 2. März 1916 (bestätigt am 3. April 1916) zum ordentlichen Mitglied. 1922 erhielt er einen Ruf auf den Lehrstuhl für Klassische Archäologie an der Universität Freiburg im Breisgau und wirkte dort als ordentlicher Professor bis zur Emeritierung 1938. Die Preußische Akademie der Wissenschaften ernannte ihn daraufhin zum Ehrenmitglied, am 26. November 1925 zum korrespondierenden Mitglied. Seit 1933 war Dragendorff außerordentliches Mitglied der Heidelberger Akademie der Wissenschaften. Nach Ausbruch des Krieges übernahm er 1940/41 erneut kurzzeitig die Leitung der Römisch-Germanischen Kommission in Frankfurt.

## Veröffentlichungen (Auswahl)
- Terra sigillata. Ein Beitrag zur Geschichte der griechischen und römischen Keramik. In: Bonner Jahrbücher. Heft 96/97, 1895/1896, S. 18–155, doi:10.11588/bjb.1895.0.31276.
- (Hrsg.): Theraeische Gräber (= Thera. Untersuchungen, Vermessungen und Ausgrabungen in den Jahren 1895–1902. Bd. 2). Reimer, Berlin 1903 (Digitalisat).
- Westdeutschland zur Römerzeit (= Wissenschaft und Bildung. Band 112, ZDB-ID 971817-5). Quelle & Meyer, Leipzig 1912, (2., verbesserte Auflage. ebenda 1919, Digitalisat).
- Archäologische und kunstwissenschaftliche Arbeit während des Weltkrieges in Mazedonien. In: Paul Clemen (Hrsg.): Kunstschutz im Kriege. Berichte über den Zustand der Kunstdenkmäler auf den verschiedenen Kriegsschauplätzen und über die deutschen und österreichischen Massnahmen zu ihrer Erhaltung, Rettung, Erforschung. Band 2: Die Kriegsschauplätze in Italien, im Osten und Südosten. Seemann, Leipzig 1919, S. 155–167 (online).
- mit Emil Krüger: Das Grabmal von Igel (= Römische Grabmäler des Mosellandes und der angrenzenden Gebiete. Band 1). Lintz, Trier 1924.
- Arretinische Reliefkeramik. Mit Beschreibung der Sammlung in Tübingen. 2 Bände (Textbd., Tafelbd.). Nach des Verfassers Tod ergänzt und herausgegeben von Carl Watzinger. Gryphius, Reutlingen 1948.